# قيس بن الربيع
قيس بن الربيع أبو محمد الأسدي الكوفي الأحول (90 هـ - 167 هـ) محدث مرتبته عند أهل الحديث صدوق سيء الحفظ.

## سيرته
من رواة الحديث، وأحد أوعية العلم على ضعف فيه من قبل حفظه. ولد في حدود سنة تسعين. كان صدوقا مأمونا حين كان شابا، فلما كبر ساء حفظه، وامتحن بابن سوء، فكان يدخل عليه الحديث، فوقع في أخباره مناكير. مات سنة سبع وستين ومائة.

## أخباره
- قال قراد: «سمعت شعبة يقول: ما أتينا شيخا بالكوفة إلا وجدنا قيسا قد سبقنا إليه، كنا نسميه: قيسا الجوال».
- عن شريك قال: «ما نشأ بالكوفة أطلب للحديث من قيس بن الربيع».
- عن قراد: «سمعت شعبة يقول: جلست أنا وقيس في مسجد، فلم يزل يقول: حدثنا أبو حصين ، حتى تمنيت أن المسجد يقع علي وعليه».
- قال ابن حبان: «قد سبرت أحاديث قيس، وتتبعتها، فرأيته صدوقا مأمونا حين كان شابا ، فلما كبر ساء حفظه، وامتحن بابن سوء، فكان يدخل عليه الحديث، فوقع في أخباره مناكير».
- قال عفان: «قدمت الكوفة، فأتينا قيسا، فجلسنا إليه، فجعل ابنه يلقنه، ويقول له: حصين، فيقول: حصين، ويقول رجل آخر: ومغيرة».[2]

## روايته للحديث النبوي
- روى عن: عمرو بن مرة الجهني، وزياد بن علاقة، وعلقمة بن مرثد، وزبيد اليامي، ومحارب بن دثار، وأبي إسحاق السبيعي وعدة، وأبو حصين الأسدي، وكان من المكثرين.
- حدث عنه: رفيقاه شعبة، الثوري، ويحيى بن آدم، وإسحاق بن منصور السلولي وعلي بن الجعد، ويحيى الحماني ومحمد بن بكار بن الريان، وخلق سواهم.

## أقوال العلماء فيه
- قال أبو أحمد الحاكم: ليس حديثه بالقائم.
- قال أبو أحمد بن عدي الجرجاني: القول فيه ما قال شعبة، إنه لا بأس به
- قال أبو بكر البيهقي: لا يحتج به.
- قال أبو حاتم الرازي: محله الصدق، وليس بقوي، يكتب حديثه، ولا يحتج به.
- قال أبو حاتم بن حبان البستي: تتبعت حديثه فرأيته صادقا، إلا أنه لما كبر ساء حفظه، فوقعت المناكير في روايته فاستحق المجانبة.
- قال أبو حفص عمر بن شاهين: يجب التوقف فيه، وهو عندي في عداد الثقات.
- قال أبو زرعة الرازي: فيه لين، ضعيف.
- قال أبو نعيم الفضل بن دكين: قيل له في نفسك من قيس بن الربيع شيء ؟ قال: لا.
- قال أحمد بن حنبل: لينه وقال روى أحاديث منكرة، ومرة: كان يتشيع، ويخطىء في الحديث.
- قال أحمد بن شعيب النسائي: ليس بثقة، ومرة: متروك الحديث.
- قال أحمد بن صالح الجيلي: صدوق ترك الناس حديثه.
- قال إبراهيم بن يعقوب الجوزجاني: ساقط.
- قال ابن حجر العسقلاني: صدوق تغير لما كبر، وأدخل عليه ابنه ما ليس من حديثه فحدث به.
- قال الدارقطني: ضعيف الحديث.
- قال الذهبي: أحد أوعية العلم، صدوق في نفسه سيىء الحفظ.
- قال سفيان الثوري: وثقه.
- قال سفيان بن عيينة: ما رأيت رجلا بالكوفة أجود حديثا منه.
- قال شريك بن عبد الله النخعي: ما ترك بعده مثله، ومرة: ما نشأ بالكوفة ناشيء كان أطلب للحديث من قيس بن الربيع.
- قال شعبة بن الحجاج: ثقة، وقال مرة أدركوا قيسا قبل أن يموت-يريد أدركوا علمه وحديثه- .
- قال عبد الرحمن بن مهدي: حدث عنه ثم تركه.
- قال عبد الرحمن بن يحيى المصري: أعرف أهل الكوفة بالحديث.
- قال عثمان بن أبي شيبة العبسي: صدوق، ولكن اضطرب عليه بعض حديثه.
- قال عفان بن مسلم الصفار : ثقة، ومرة: تكلم فيه.
- قال علي بن المديني: ضعفه جدا.
- قال محمد بن إسماعيل البخاري: لا أكتب حديثه ولا أروي عنه.
- قال محمد بن سعد البغدادي كاتب الواقدي: كثير الحديث، ضعيف فيه.
- قال محمد بن عبد الله المخرمي: في حديثه خطأ.
- قال محمد بن عبد الله بن نمير: كان له ابن فكان هو آفته نظر أصحاب الحديث في كتبه فأنكروا حديثه وظنوا أن ابنه غيرها.
- قال محمد بن عبيد الطنافسي: ما زال أمره مستقيما حتي استقضي.
- قال محمد بن عمار الموصلي: عالم بالحديث.
- قال معاذ بن معاذ العنبري: كان يحسن الثناء عليه.
- قال هشام بن عبد الملك الطيالسي: ثقة حسن الحديث.
- قال وكيع بن الجراح: ضعفه.
- قال يحيى بن سعيد القطان: كان يتنقصه ولا يرضاه.
- قال يحيى بن معين: ليس بشيء، ومرة: ضعيف، ومرة: لا يكتب حديثه، ومرة: كان يتشيع، وكان كثير الخطأ، وله أحاديث منكرة، ومرة لم سئل عن آفته: آفته البخت.
- قال يعقوب بن شيبة السدوسي: عند جميع أصحابنا صدوق، كتابه صالح، وهو رديء الحفظ جدا مضطرب، كثير الخطأ.[3]